# Annefrank
(5535) Annefrank is een planetoïde uit het binnenste deel van de planetoïdengordel. De planetoïde behoort tot de Augusta-familie en is in 1942 ontdekt door Karl Wilhelm Reinmuth. De planetoïde is genoemd naar Anne Frank, een joods meisje en schrijfster die tijdens de Tweede Wereldoorlog in 1942 begon met het schrijven van haar dagboek en in 1945 in een concentratiekamp stierf (de naam is pas rond 1995 gekozen).
Op 2 november 2002 werd (5535) Annefrank op een afstand van 3079 km gepasseerd door het ruimteschip Stardust. Uit de foto's bleek dat de planetoïde 6,6 × 5,0 × 3,4 km groot is (twee keer zo groot als van tevoren gedacht) en een zeer onregelmatige vorm heeft, met veel kraters. Het albedo bleek 0,24 te zijn.